# Чемпіонат Польщі з хокею 1994—1995
Чемпіонат Польщі з хокею 1995 — 60-ий чемпіонат Польщі з хокею, чемпіоном став клуб Подгале (Новий Тарг).

## Підсумкова таблиця
| М   | Команда               | І  | В  | Н | П  | Ш      | О  |
| --- | --------------------- | -- | -- | - | -- | ------ | -- |
| 1.  | Подгале (Новий Тарг)  | 22 | 19 | 3 | 0  | 137:49 | 41 |
| 2.  | Унія (Освенцім)       | 22 | 16 | 3 | 3  | 142:46 | 35 |
| 3.  | ГКС Катовіце          | 22 | 17 | 0 | 5  | 140:45 | 34 |
| 4.  | Напшуд Янув           | 22 | 13 | 3 | 6  | 113:61 | 29 |
| 5.  | ТТХ Торунь            | 22 | 12 | 3 | 7  | 103:79 | 27 |
| 6.  | Полонія Битом         | 22 | 11 | 1 | 10 | 75:94  | 23 |
| 7.  | ГКС Тихи              | 22 | 10 | 1 | 11 | 75:74  | 21 |
| 8.  | Сточньовець (Гданськ) | 22 | 8  | 4 | 10 | 90:95  | 20 |
| 9.  | КХ Сянок              | 22 | 8  | 2 | 12 | 72:96  | 18 |
| 10. | Сосновець             | 22 | 3  | 1 | 18 | 51:127 | 7  |
| 11. | БТХ «Бидгощ»          | 22 | 2  | 1 | 19 | 39:110 | 5  |
| 12. | Краковія Краків       | 22 | 1  | 2 | 19 | 60:219 | 4  |

Скорочення: М = підсумкове місце, І = ігри, В = перемоги, Н = нічиї, П = поразки, Ш = закинуті та пропущені шайби, О = набрані очки

## Плей-оф

### Чвертьфінали
- ГКС Катовіце — Полонія Битом 2:0 (6:2, 9:2)
- Унія (Освенцім) — Сточньовець (Гданськ) 2:0 (5:1, 6:4)
- Напшуд Янув — КС Торунь 2:2 (2:4, 2:3, 5:4, 4:0)
- Подгале (Новий Тарг) — ГКС Тихи 2:0 (11:2, 6:2)

### Півфінали
- Подгале (Новий Тарг) — Напшуд Янув 3:0 (10:0, 6:5, 6:1)
- Унія (Освенцім) — ГКС Катовіце 3:2 (3:7, 2:5, 5:3, 4:2, 5:3)

### Матч за 3 місце
- Напшуд Янув — ГКС Катовіце 1:2 (3:4, 11:4, 1:4)

### Фінал
- Подгале (Новий Тарг) — Унія (Освенцім) 3:1 (9:5, 2:5, 7:0, 7:0)

## Плей-оф (5-8 місця)

### Півфінали
- КС Торунь — ГКС Тихи 2:0 (9:7, 7:5)
- Полонія Битом — Сточньовець (Гданськ) 1:2 (5:6, 5:4, 6:3)

### Матч за 7 місце
- Полонія Битом — ГКС Тихи 2:0 (4:3, 5:3)

### Матч за 5 місце
- КС Торунь — Сточньовець (Гданськ) 2:1 (5:0, 2:3, 4:1)

## Кваліфікаційний раунд (9 - 11 місця)
| М   | Команда         | І | В | Н | П | Ш     | О |
| --- | --------------- | - | - | - | - | ----- | - |
| 9.  | КХ Сянок        | 4 | 4 | 0 | 0 | 27:6  | 8 |
| 10. | БТХ «Бидгощ»    | 4 | 2 | 0 | 2 | 16:19 | 4 |
| 11. | Краковія Краків | 4 | 0 | 0 | 4 | 11:29 | 0 |

Скорочення: М = підсумкове місце, І = ігри, В = перемоги, Н = нічиї, П = поразки, Ш = закинуті та пропущені шайби, О = набрані очки

## Найкращий гравець
Найкращим гравцем був визнаний Яцек Замойські Подгале (Новий Тарг).

## Найкращий бомбардир
Славомир Велох Унія (Освенцім) 64 очка (36 + 28).

## Кваліфікаційні матчі
- Краковія Краків — Зніч (Прушкув) 4:3, 9:4